# We Don't Live Here Anymore (film, 2018)
Pour les articles homonymes, voir We Don't Live Here Anymore.
Pour plus de détails, voir Fiche technique et Distribution.
We Don't Live Here Anymore est un film dramatique nigérian réalisé par Tope Oshin, sorti en 2018. 

## Synopsis
Deux adolescents, Tolu Bajulaiye et Chidi Egwuonwu, s'attirent la désapprobation de leur entourage à cause de leur orientation sexuelle. Leurs familles réagissent avec incompréhension, et les deux garçons sont confrontés à un tabou de leur société. Mais leurs familles, mues par l'amour pour leurs enfants, vont apprendre à les accepter.

## Fiche technique
- Titre : We Don't Live Here Anymore
- Durée : 110 minutes
- Réalisation : Tope Oshin
- Scénario : Noni Salma
- Photographie : Idhebor Kagho
- Montage : Niyi Akinmolayan, Ates Brown, Susan Patrick
- Musique : Kolade Morakinyo
- Production : Sunbow Productions
- Langues : anglais
- Date de sortie : 2018

## Distribution
- Francis Sule : Tolu Bajulaye
- Temidayo Akinboro : Chidi Egwuonwu
- Funlola Aofiyebi : Nike Bajulaye
- Katherine Obiang : Nkem Egwuonwuo
- Osas Ighodaro : Leslie
- Chris Iheuwa : Femi Bajulaye
- Abiodun Aleja : Principal
- Omotunde Adebowale David : Ms. Wilson
- Kunle Dada : le psychiatre
- Funmi Eko : Isioma

## Récompenses
- Best of Nollywood Awards : film de l'année[3], et réalisatrice de l'année[4]